# Comuna Stodolî, Nijîn
Stodolî (în ucraineană Стодоли) este o comună în raionul Nijîn, regiunea Cernihiv, Ucraina, formată din satele Perehodivka și Stodolî (reședința).

## Demografie
Componența lingvistică a comunei Stodolî
     Ucraineană (99,75%)
     Alte limbi (0,25%)
Conform recensământului din 2001, majoritatea populației comunei Stodolî era vorbitoare de ucraineană (99,75%), existând în minoritate și vorbitori de alte limbi.